# František Fejfuša
František Fejfuša (6. července 1925 – ???) byl český a československý politik Československé strany lidové, poslanec Sněmovny národů Federálního shromáždění za normalizace.

## Biografie
K roku 1976 se profesně uvádí jako pracovník hutě Klementa Gottwalda Ve volbách roku 1976 zasedl do české části Sněmovny národů (volební obvod č. 51 – Břeclav, Jihomoravský kraj). Ve Federálním shromáždění setrval do voleb roku 1981.